# Assassin's Creed: Black Flag (romanzo)
Assassin's Creed: Black Flag è un romanzo scritto dallo storico e scrittore Anton Gill (con lo pseudonimo di Oliver Bowden), e narra la storia di Edward Kenway, come nel videogioco Assassin's Creed IV: Black Flag.

## Edizioni
- Oliver Bowden, Assassin's Creed - Black flag, Pickwick, 2013,  pp.480, ISBN 978-88-200-5520-2.